# 局灶節段性腎小球硬化症
局灶節段性腎小球硬化症（focal segmental glomerulosclerosis、局灶節段性腎絲球硬化症）是小孩和青少年腎病綜合徵的原因，以及成年人腎功能衰竭的重要原因。 它也被稱為"局灶腎小球硬化"(focal glomerular sclerosis)或"局灶結節性腎小球硬化"(focal nodular glomerulosclerosis)。 它約佔腎病綜合徵病例的35%。 (微小病變(MCD)是迄今為止腎病綜合徵小孩病患最常見的原因：MCD與原發性FSGS可能有類似的原因。)

## 外觀
名稱的單個部分是指腎臟組織活體組織切片的外觀：局灶只有一些腎小球的參與其中(相對於擴散)，所涉及的每個腎小球節段性僅爲一部分(而不是全部)腎小球硬化(Glomerulosclerosis/腎絲球硬化)， 而其指的是腎小球(腎單位的一部分(腎的功能單元))的疤痕。該腎小球硬化通常是由"重PAS染色法"，及在硬化段的"IgM"與"C3"的結果表示。

## 分類
根據它的病因大致分為：
- 主要，在於沒有根本的原因被發現;通常症狀表現為腎病症候群(NS)。
- 次要，當一個根本原因被確定時；通表現出腎功能衰竭和蛋白尿。這實際上是一異質性的組合包括很多原因，如：
  - 感染如HIV病毒(稱為HIV相關腎病(HIV-associated nephropathy/HIVAN))。
  - 毒素和藥物，如海洛因及帕米膦酸(Pamidronic acid)。
  - 家族型。
  - 腎單位的損失和超濾作用(hyperfiltration（英语：Ultrafiltration (renal)）)的原因，如慢性腎盂腎炎(Pyelonephritis)及回流，肥胖症，糖尿病。

也有許多其他的分類方法。

### 病理變異

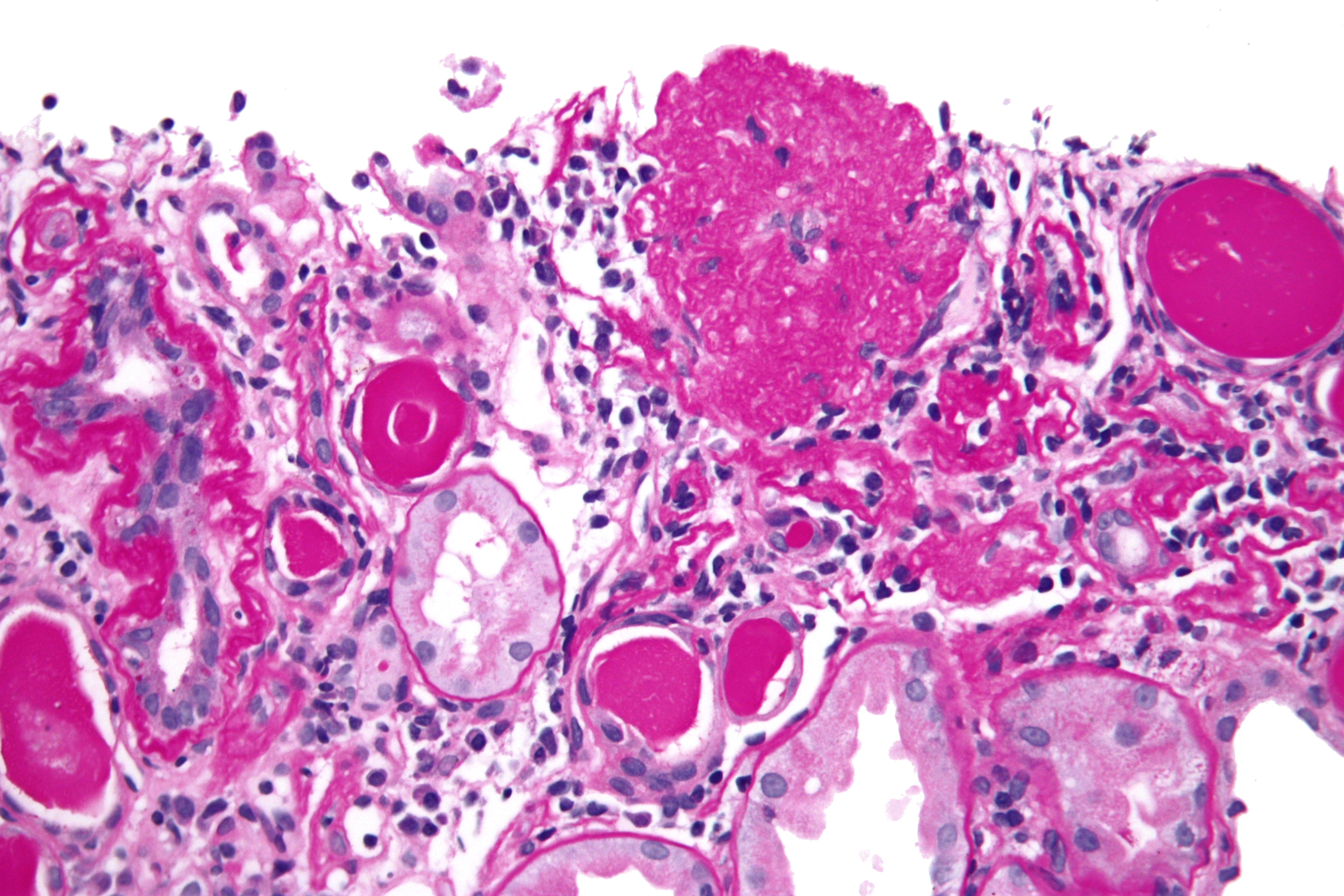
FSGS塌陷變異(塌陷性腎小球病)的顯微照相。塌陷的腎小球顯示於右邊中央的頂部。PAS染色法。腎活檢。

局灶節段性腎小球硬化五個相互排斥的變異，可以通過腎活檢(Renal biopsy)的病理結果來區分：
1. 塌陷變異(Collapsing variant)。
2. 腎小球尖病變變異(Glomerular tip lesion variant)。
3. 細胞變異(Cellular variant)。
4. 門周變異(Perihilar variant)。
5. 未另作規定(Not otherwise specified/NOS)變異。

這些變異的識別可能有"原發性局灶節段性腎小球硬化"(即沒有根本原因被確定)的個體预后價值。對於大多數患者而言、"塌陷變異"對於慢性肾脏病具有較高的進展率，而"腎小球尖病變變異"對於慢性腎臟病具有較低的進展率。 細胞變異顯示出對於塌陷變異及腎小球尖病變變異有相似的臨床表現，但是介於兩種變異之間而有中間性的結果。然而、由於"塌陷變異"及"腎小球尖病變變異"顯示出和"細胞變異"有重疊的病理特點，這種在臨床結果的中間差異可能反映出"細胞局灶節段性腎小球硬化"情況的樣本偏差(即未取樣的塌陷變異或腎小球尖病變變異)。對於門周變異及未另作規定(NOS)的變異還沒有被確定。NOS的變異是最常見的亞型。

## 病因
一些通常次要的原因如下所列：
- 腎小球肥大/超濾(作用)。
  - 單側腎發育不全。
  - 巨大肥胖。
- 由於先前傷害的疤痕。
  - 局灶增生性腎小球腎炎
  - 血管炎
  - 狼瘡
- 毒素(帕米膦酸)
- 人類免疫缺陷病毒相關性腎病
- 海洛因腎病[7]

目前有幾種已知的FSGS的遺傳形式之遺傳原因。
| 基因         | OMIM   | 說明 |
| ------------ | ------ | --- |
| FSGS1: ACTN4 | 603278 | 涉及這種疾病的第一個基因是ACTN4(Actinin alpha 4)，其編碼是"輔肌動蛋白α4"。這種"肌動蛋白絲"(actin filament)的"蛋白質交聯束"存在於足細胞內。該蛋白質的突變的FSGS導致"肌動蛋白結合"(actin binding)增加親和力、細胞內聚集的形成，以及降低蛋白質的半衰期等效應。雖然有一些相關理論發表，然而目前還不清楚這些效應如何導致FSGS的產生。首先，蛋白質聚集可能對足細胞具有毒性作用。其次，降低蛋白質的半衰期、或增加肌動蛋白結合的親和力可改變"肌動蛋白聚合"，從而影響了足細胞的細胞骨架結構、連帶到濾過裂隙。 |
| FSGS2: TRPC6 | 603965 | 與FSGS有關的第二個基因是TRPC6，會將TRP通道(Transient receptor potential channel)規範系列中的一員編碼。這離子通道的家族以一個基本上非選擇性的方式傳導陽離子。如ACTN4，TRPC6用足細胞表示。而TRP通道可以通過各種方法被激活，已知TRPC6被磷脂酶C(Phospholipase C)的刺激激活。在此通道中有至少6個突變，分佈於整個通道上。至少這些突變有一個、P112Q，導致增加細胞內的钙流入。目前還不清楚、這如何可能導致於FSGS，雖然這看法已經被提出，它可能會導致於"足細胞動力學"或"足細胞減少症"(podocytopenia)的改變。 |
| FSGS3: CD2AP | 607832 | 可能涉及FSGS的遺傳形式的另一種基因稱為CD2AP(CD2相關蛋白質)或CMS(CAS與有多重SH3結構域(SH3 domain)之結合蛋白)基因。由該基因表示的蛋白質是以足細胞表示，且在FYN和SYNPO的交互作用下。報導指出、這基因的剪接突變被發現在兩名伴隨著FSGS的HIV病患身上，這也導致改變蛋白質的轉譯。這機制已被理論化以產生"改變的肌動蛋白結合"，因此、細胞骨架的足細胞結構有所改變。 |
| FSGS4: APOL1 | 612551 | 非洲裔人，其APOL1有兩種常見的變異與FSGS有關。據認為、這些變異的出現是針對"羅德西亞布氏錐蟲"或其他一些"撒哈拉以南的寄生蟲"的防禦機制，儘管從父母雙方繼承時就賦予較高的FSGS敏感性。 |
| FSGS5: INF2  | 613237 | 與FSGS相關聯的另一基因是INF2，該基因編碼"肌動蛋白調節蛋白質"的"霍明"(formin)蛋白家族的一個成員。通過觀察發現、足細胞顯示出"霍明蛋白質"引起FSGS改變，強調出足細胞功能的肌動蛋白聚合之精細調節的重要性。 |
| SRN1: NPHS2  | 600995 | NPHS2基因的突變能引起局灶節段性腎小球硬化，而該基因編碼的蛋白質稱為足蛋白。 這屬於FSGS的隱性形式。 受影響的個體具有兩個NPHS2基因的突變拷貝、對比於ACTN4和TRPC6介導的疾病類型，且其佔主導地位並只需要一個基因的突變拷貝。NPHS2介導的FSGS是抗"類固醇治療"。 |

一些研究人員發現SuPAR為FSGS的病因。

## 診斷

### 症狀和體徵
在小孩及一些成人，FSGS患者呈現為腎病症候群(NS)，其特點是水肿(與體重增加有關)，低白蛋白血症(低血清白蛋白，血液中的一種蛋白質)，高血脂症(Hyperlipidemia)及高血壓(血壓增高)。在成人中它也可能表現為腎功能衰竭，蛋白尿，及不完全的腎病症候群。

### 檢驗
- 尿液分析
- 血液检查 — 膽固醇
- 腎活檢(Renal biopsy) — 細針抽吸活檢(Fine-needle aspiration/細針穿刺)

### 鑑別診斷
- 微小病變，尤其是在兒童。
- 其他鑑別診斷。

## 治療
- 限鹽、並用利尿劑，如用呋塞米治療水肿(較佳的方法是減少蛋白尿，提高血漿內的白蛋白比例)。
- 抗高血压药(尤其是ACEIs抑製劑) - 如果血壓過高。
- 治療患者的高脂血症(如用他汀類，貝特類(Fibrate)，貝特類藥物雖然是腎功能衰竭的禁忌)。
- 使用抗鹽皮質激素(醛固酮拮抗劑)減少蛋白尿，從而提供一定程度的腎臟保護(reno-protection)。
- 血管紧张素II受体拮抗剂
- 皮質類固醇，如强的松 - 基於医生的臨床判斷(沒有達成廣泛共識/指南)。
- 細胞毒性，如环磷酰胺可用於誘導緩解那些對於"皮質類固醇"不起作用的FSGS患者，或者不能忍受類固醇的患者。
- 血漿分離置換法(Plasmapheresis) — 血液淨化用機器以除去患者的血浆而用捐贈者的血漿代替。
- 维生素E
- 魚油
- 免疫抑制劑
- 無 - 有時沒有進行上述的治療時、病人可能以後需要進行透析(洗腎)治療、或者移植新的腎臟。

## 著名的病患
- 前NBA籃球運動員肖恩·埃利奥特及阿朗佐·莫宁兩人在FSGS的發作之下能繼續存活。莫寧是NephCure基金會 （页面存档备份，存于）的大使。專業健美運動員福勒克斯·惠勒(Flex Wheeler)被診斷出患有FSGS，而換腎(Kidney transplantation)。前MLS球員克萊德·西姆斯(Clyde Simms)因FSGS在2014年從職業足球生涯退休。[14]
- 加里·科爾曼(Gary Coleman)出生於以色列的美國演員、自小患有FSGS而進行透析(洗腎)治療，以在美國情景喜劇細路仔(Diff'rent Strokes)裡飾演"阿諾德·傑克遜"(Arnold Jackson)的童年角色而著名。

## 外部連接
- Wei C, El Hindi S, Li J, Fornoni A, Goes N, Sageshima J, Maiguel D, Karumanchi SA, Yap HK, Saleem M, Zhang Q, Nikolic B, Chaudhuri A, Daftarian P, Salido E, Torres A, Salifu M, Sarwal MM, Schaefer F, Morath C, Schwenger V, Zeier M, Gupta V, Roth D, Rastaldi MP, Burke G, Ruiz P, Reiser J. . Nat Med. July 2011, 17 (8): 952–960  [2014-07-26]. PMID 21804539. doi:10.1038/nm.2411. （原始内容存档于2014-08-08）.
- NephCure Foundation （页面存档备份，存于） Only organization solely committed to support research seeking the cause of Nephrotic Syndrome and FSGS, improve treatment and find the cure.
- Kidcomm An online resource for parents dealing with childhood kidney diseases (FSGS, Nephrotic Syndrome and others)
- FSGS Research A team of kidney doctors and scientists from Brigham and Women's Hospital / Harvard Medical School working to learn more about the cause of FSGS and Nephrotic Syndrome in children and adults, with an emphasis on the genetic basis of these diseases.
- A general overview of Renal Pathology （页面存档备份，存于）
- Tahzib M, Frank R, Gauthier B, Valderrama E, Trachtman H. . Pediatr. Nephrol. October 1999, 13 (8): 649–52. PMID 10502120. doi:10.1007/s004670050674. （原始内容存档于2000-10-11）.